# Dominikus Zimmermann

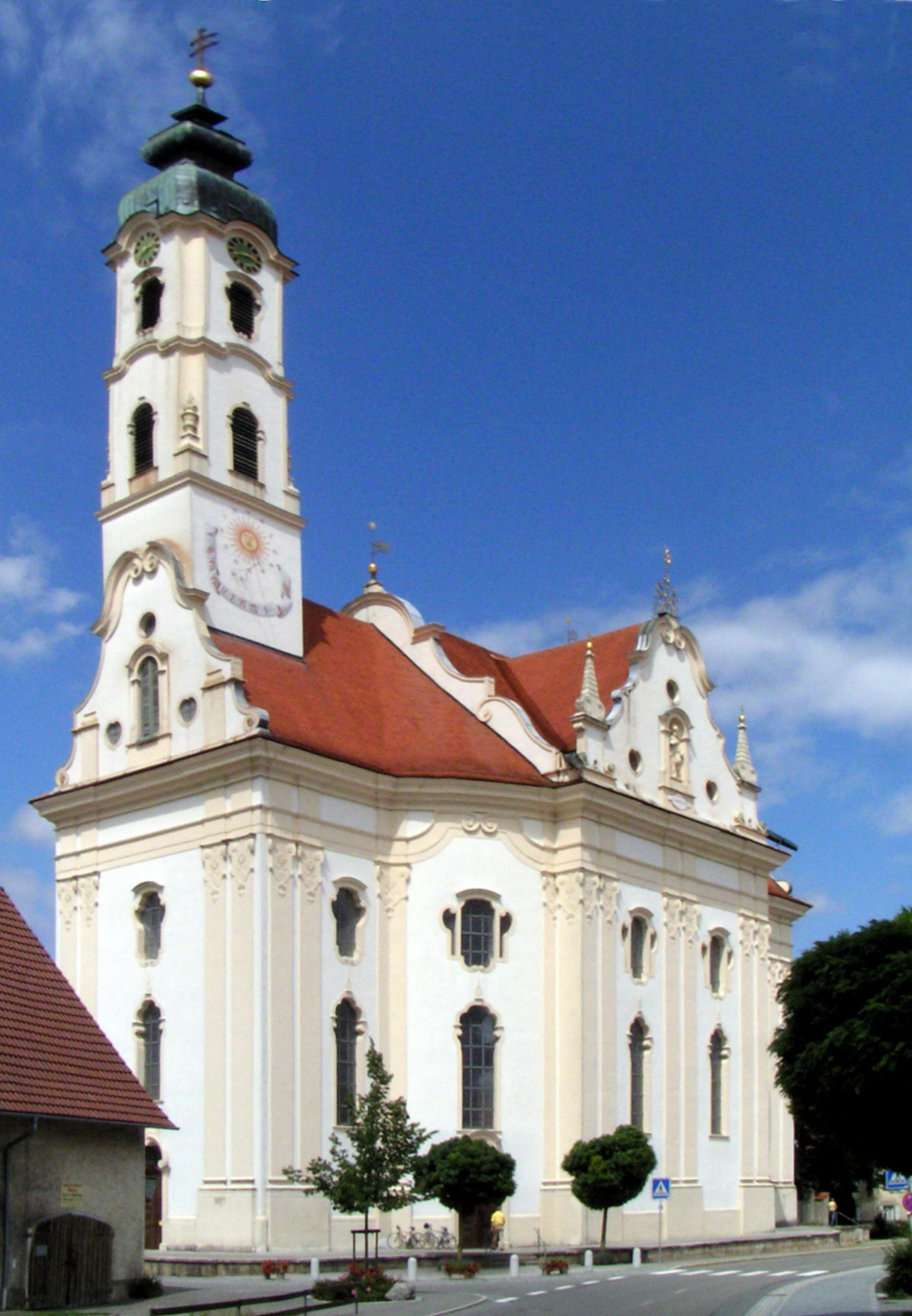
Iglesia de peregrinación en Steinhausen (1728-31).

Dominikus Zimmermann (30 de junio de 1685, Gaispoint - 16 de noviembre de 1766, Wies) fue un arquitecto rococó y estucador.

## Vida
Nació en Gaispoint cerca de Wessobrunn en 1685. Como su hermano mayor, Johann Baptist Zimmermann, también arquitecto y estucador, Dominikus Zimmermann descendía de una familia de artistas y artesanos que pertenecieron a la llamada Escuela Wessobrunner, trabajando primero como un estucador y más tarde como maestro constructor y arquitecto. Vivió en Landsberg am Lech, donde fue alcalde entre 1748 y 1753. Murió cerca de la iglesia de peregrinos de Wies cerca de Steingaden en 1766.

## Obras principales
- Iglesia abacial, Mödingen (1716-1725) en el distrito de Dillingen
- Antiguo ayuntamiento (1719) e iglesia de San Juan (1752) en Landsberg am Lech
- Iglesia de peregrinación en Steinhausen cerca de Bad Schussenried (1728-1733)
- Iglesia de Nuestra Señora en Günzburg (1735-1740)
- Iglesia peregrinación en Wies cerca de Steingaden (1745-54)